# 미드데이

미드데이(영어: Midday)는 대한민국의 디자인 스튜디오이다.

## 활동

### Upperhouse Up
주거 브랜드 어퍼하우스와 협업해 공동주택 프로젝트를 데이터화하는 리서치 프로젝트 어퍼하우스 업(Upperhouse Up)을 진행하고 있다. 해당 프로젝트는 지어진 건물을 데이터에 의거해 재해석해 새로운 건축적 가능성을 제시하는 것을 목표로 한다. 이에 대해 오연주는 건축적 언어와 방법론을 정리한 뒤, 체계적인 아카이빙 전략을 도출하고 이를 자료로 정리해 책으로 발간하는 실행 단계를 거치는 중이라고 밝혔다.

### AAPK
AAPK는 2018년 미드데이와 고수영, 이수남이 결성한 건축가 집단이다. 디지털 매체를 통해 새롭게 형성되는 공간 개념을 탐구한다. 베니스, 프랑크푸르트, 뮌헨에서 열린 가상 현실 기반의 건축 전시에 참여한 뒤, 건축 논의를 이어가고자 한국어 건축 서적 《가상-건축》을 발간하였다.